# Orthotrichum crassifolium
Orthotrichum crassifolium Hook. f. & Wilson, 1844 è un muschio circum-subantartico della famiglia Orthotrichaceae. Epipetrico e alofitico, è indicato, a volte, col sinonimo junior di Muelleriella crassifolia (Hook. f. & Wilson) Dusén, 1905.
Più propriamente, il taxon è costituito da due sottospecie morfologicamente e geograficamente distinte: la sottospecie O. crassifolium Hook. f. & Wilson. subsp. acutum (Müll. Hal.) [Vitt] Goffinet, 2004, endemica delle isole Crozet, Kerguelen e Heard e la sottospecie O. crassifolium Hook. f. & Wilson subsp. crassifolium, autonimo della sottospecie che include il tipo, presente, con due distinte popolazioni, nell'estremo sud dell'America meridionale, e nelle isole subantartiche indiane, australiane e neozelandesi.

Erebus and the Terror in New Zealand. Dipinto di John Wilson Carmichael del 1847

Fu scoperto nel corso della Ross Expedition, la spedizione scientifica britannica in Tasmania, Nuova Zelanda e in Antartide. Organizzata con l'obiettivo principale di individuare il Polo Sud Magnetico, fu guidata dal capitano della Royal Navy, James Clark Ross, salpato da Chatham il 29 settembre 1839 con due navi da guerra opportunamente riconvertite, le Her Majesty's Ships, Erebus e Terror.
I primi esemplari furono raccolti, sul finire della primavera australe del 1840, negli arcipelaghi subantartici neozelandesi delle isole Auckland e delle isole Campbell, dal più giovane componente della spedizione Ross, il ventitreenne botanico inglese Joseph Dalton Hooker con il contributo dell'altro botanico della spedizione, lo scozzese David Layll.

## Etimologia
L'epiteto specifico crassifolium fa riferimento allo spessore maggiore della lamina fogliare che, in questa specie, è formata da 2-3 strati di cellule laminali.

## Descrizione
Il muschio fu caratterizzato inizialmente da J. D. Hooker e dal briologo inglese William Wilson, che ne diedero una breve descrizione in latino, in una monografia sui muschi antartici raccolti nel corso della Ross expedition.
Come caratteri diagnostici specifici, i due Autori menzionarono il fusticino (caulidio) corto; le foglioline (fillidi) eretto-patenti, lanceolato-lesiniformi (subulate); la costa fogliare spessa, subcontinua, arrotondata e carnosa; la teca (urna) piriforme, sporgente oltre gli apici delle foglie pericheziali, sinistrorsa, con l'opercolo convesso rostellato, il peristoma con sedici denti senza ciglia e la caliptra glabra.
In un'altra monografia sulla flora antartica, pubblicata nello stesso anno 1844, Hooker e Wilson descrissero anche una varietà di O. crassifolium, denominata β, propria delle isole Campbell.

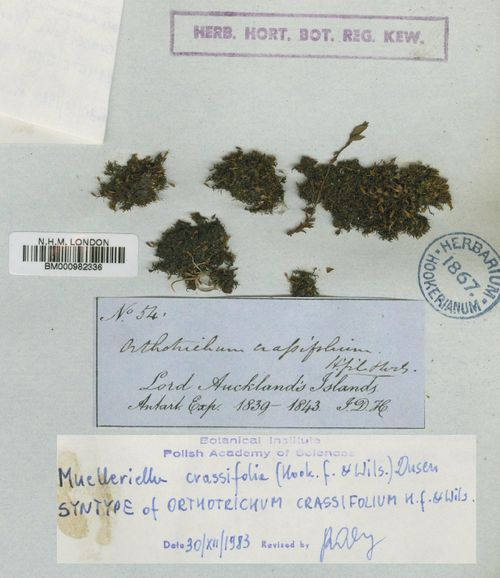
Orthotrichum crassifolium Hook. f. & Wilson, 1844 ≡ Muelleriella crassifolia (Hook. f. & Wilson, 1844) Dusén, 1905. Sintipo. Hooker Herbarium, Natural History Museum (London) Collection Specimens

Il muschio, sviluppato in forma di cuscini, aveva foglioline sub-erette, spesse, coriacee, piatte superiormente, con margini inflessi alla base e apici sub-ottusi, leggermente incurvate, quando secche, e di colore dal verde-oliva al giallo-brunastro al nerastro.
Secondo la descrizione, la var. β, a gametangescenza probabilmente dioica, aveva anteridi gemmiformi terminali e, lo sporofito, aveva la seta robusta con alla base una guaina avvolgente (vaginula) oblunga; l'urna era eretta, piriforme, sub-turbinata, giallo-brunastra con collo corto: i denti del peristomio erano liberi e di colore giallo; l'opercolo dell'orifizio capsulare era convesso, il rostello diritto e la caliptra era plicata, glabra e di colore rosso-brunastro.
Nel 1976 O. crassifolium venne ridescritto e figurato come Mulleriella crassifolia subsp. crassifolia e M. crassifolia subsp. acuta, dal briologo americano Dale Hadlay Vitt, dopo che, nel 1905, il muschio era stato assegnato a questo genere, dal botanico svedese Per Karl Hjalmar Dusén. Analogamente, come M. crassifolia (Hook. f. & Wilson) Dusén, il muschio è stato inserito da Ryszard Ochyra et al., in una lunga monografia sulla flora antartica, pubblicata nel 2008.
Rispetto alle brevi descrizioni che ne fecero Hooker e Wilson e, successivamente, Dusén, quelle di Vitt e di Ochyra et al. sono dettagliate e complete. M. crassifolia subsp. crassifolia, in queste ridescrizioni, è un muschio di piccole dimensioni, che si sviluppa prevalente in colonie formando cuscinetti o piccoli tappeti neri o brunastri. Ha fusticini eretti, generalmente non ramificati, alti meno di 1,0 cm, fittamente radicati con rizoidi lisci di colore marrone.
Le foglioline vegetative, di forma ligulata-lanceolata, o ovato-lanceolata, oppure nastriformi a partire da una base ovata o obovata, hanno apici arrotondati, occasionalmente più o meno acuti e margini fogliari interi e piani. La nervatura principale (costa) è robusta, sub-percorrente, composta nella metà superiore della foglia, da stereidi di forma regolare circondati da cellule laminali più grandi, sub-quadrate. Nella porzione apicale della foglia, la lamina fogliare è formata da due-tre strati di cellule laminari, lisce o pseudopapillose, irregolarmente arrotondate o esagonali-arrotondate e a parete spessa, mentre la porzione basale è composta da un solo strato di cellule, da quadrate a brevemente rettangolari a nodulose e allungate verso la costa.
La gametangescenza è monoica, con archegoni e anteridi in gruppi separati (autoica). Sullo sprofito, le sete sono più o meno sottili, lunghe 1,0 - 2,8 mm e portano capsule (sporangi), da oblungo-cilindriche a ovato-cilindriche, lisce, sporgenti, non incurvate e, se vecchie o secche, ristrette bruscamente al di sotto dell’orifizio capsulare. L'annulus è assente.  Le cellule esoteciali sono irregolarmente rettangolari o quadrate e a parete spessa. Gli stomi sono infossati (immersi). Il peristoma è singolo diplolepideo con esostomio di 16 denti grossolanamente e irregolarmente ricoperti di papille, e un prostomio (preperistoma) ben sviluppato. La caliptra, mitriforme, è liscia, glabra e plicata e le spore sono pluricellulari, da globose a irregolarmente cubiche.
L'altra sottospecie, M. crassifolia subsp. acuta si differenzia da quella nominale, secondo Vitt, per la lunghezza minore dei caulidi, dei fillidi e delle sete, per la forma delle foglioline, da oblungo-ligulata a ovato-lanceolata, spesso curvate a falce (falcate) e per le capsule da oblunghe a ovato-oblunghe, simmetriche e solo parzialmente sporgenti oltre gli apici delle foglie pericheziali (emergenti).

## Distribuzione e habitat
L'areale di O. crassifolium subspp. ≡ M. crassifolia subspp. compreso tra 45° e 55° di latitudine Sud, è circum-subantartico, discontinuo e, probabilmente, di tipo gondwaniano.
La sottospecie crassifolia è presente con due distinte popolazioni, l'una nell'estremo sud dell'America meridionale. L'altra nella Nuova Zelanda e nelle isole subantartiche indiane, australiane e neozelandesi.
In Sud America la sottospecie si ritrova nella Penisola di Brunswick, appartenente alla regione di Magellano e dell'Antartide Cilena, nell'isola degli Stati, negli arcipelaghi delle isole della Terra del Fuoco, delle isole Falkland, Hermite e Georgia del Sud e nell'isola Lynch nelle Orcadi Meridionali. La seconda popolazione è presente nell'Oceano Indiano subantartico, sull'isola Marion e, nell'Oceano Pacifico meridionale, nelle isole Stewart, Chatham, Snares, Auckland, Antipodes, Campbell e Macquarie. In Nuova Zelanda è stato ritrovata nella regione di Otago nell'Isola del Sud (Taieri River Mouth, Akatore River, Bull Creek, Curio Bay e Cannibal Bay).
L'habitat principale di questa sottospecie è ristretto alla salt spray zone nella zona sopratidale, al piano sopralitorale, e fino a circa cinque metri sopra il livello dell'alta marea, dove il muschio si sviluppa su superfici rocciose, massi e rocce affioranti, esibendo un'inusuale tolleranza al sale. Occasionalmente è stato rinvenuto nella zona intertidale superiore o, come alle Auckland, nel bosco misto a Metrosideros umbellata e Olearia lyalii, dal livello del mare fino a 50 m di altitudine.
La sottospecie acutum è endemica delle isole Crozet, Kerguelen e Heard, nell'Oceano Indiano meridionale. A differenza della sottospecie tipo, il suo habitat non è ristretto alla zona sopratidale-sopralitorale, sviluppandosi su substrati rocciosi dal livello del mare fino a circa 200 m di altitudine.

## Tassonomia
Per le pareti cellulari ispessite delle cellule apicali isodiametriche delle foglioline e per la mancanza del cordone assiale, nonché per l'esostomio più spesso e per l'assenza di trabecole sulle pareti orizzontali di entrambe le facce dei denti del peristoma artrodonte di tipo diplolepideo, la nuova specie di muschio fu assegnata da Hooker & Wilson alla famiglia Orthotrichaceae, unica famiglia nell'ordine Orthotrichales, con l'epiteto specifico crassifolium.
Nel 1905 Per Karl Hjalmar Dusén istituì il nuovo genere Muelleriella e vi incluse O. crassifolium, che divenne M. crassifolia (Hook. f. & Wilson) Dusén, 1905. Nonostante il nome generico fosse un omonimo junior, la nuova denominazione binomiale del taxon si affermò nella letteratura botanica, tanto che fu accettata, come nomen conservandum, dal XII Congresso botanico internazionale (IBC), tenutosi a Leningrado del 1975.
La proposta era stata avanzata da Dale Hadlay Vitt, autore di una lunga monografia sul genere Muelleriella. A questo genere Vittl ritenne di assegnarvi sia O. crassifolium, figurato e ridescritto come specie tipo del genere con il nome M. crassifolia (Hook. f. & Wilson) Dusén, Vitt 1976, sia una sua varietà, descritta dal briologo tedesco Johann Karl August Müller nel 1849 e indicata con la nuova combinazione M. crassifolia Hook. f. & Wilson. subsp. acuta (C.Müll.) Vitt, 1976 comb., et stat. nova. Diversamente fu invece considerata la varietà lingulata, descritta da Dusén nel 1905, ritenuta da Vitt, sinonimo della sottospecie nominale.
Successivamente il problema delle relazioni filetiche tra i generi Muelleriella e Orthotricum, nonché della collocazione sistematica di O. crassifolium, è stato affrontato con le tecniche della filogenesi molecolare. Si sono confrontate le sequenze primarie di DNA di specie diverse di Orthotrichaceae, ottenute con l’amplificazione in vitro e il sequenziamento di segmenti cromosomici specifici del genoma cellulare, compresi tra due regioni oligonucleotidiche note (primer).
Specificatamente, nel 2004, Bernard Goffinet e Cymon J. Cox, briologi dell'Università del Connecticut, assieme a un gruppo di ricerca dell'Università Duke di Durham, hanno eseguito un'analisi delle similarità e delle divergenze nelle sequenze deossiribonucleotidiche, di quattro marcatori molecolari, in un campione che comprendeva trentaquattro specie diverse di Orthotrichaceae e due specie del genere Leptobryum (Schimp.) Wilson (famiglia Bryaceae), come gruppo esterno al clado in esame (outgroup).
I marcatori scelti, sia neutrali che funzionali, erano rappresentativi di tutti e tre i genomi cellulari, il genoma nucleare (nrDNA), quello multipartito dei mitocondri (mtDNA) e il genoma circolare dei cloroplasti (cpDNA).
Al genoma nucleare apparteneva una sequenza parziale dell'unità trascrizionale conservata dell'rDNA codificante per l'rRNA 26S, componente essenziale della subunità maggiore dei ribosomi (LSU) citoplasmatici. Del genoma mitocondriale è stato utilizzato uno dei più importanti marcatori per la sistematica molecolare delle briofite, il nad5i753g1, l'introne self-splicing di gruppo 1 (G1) del gene nad5, il gene a copia singola, del cluster genico nad, che codifica per la subunità 5 della NADH deidrogenasi. Facevano parte, infine, del genoma dei cloroplasti, il marcatore plastidiale trnL‐tnrF, spaziatore intergenico (IGS), e quindi non codificante, interposto tra i geni trnLUAA e tnrFGAA, e il gene rps4, della regione lunga a singola copia (LSC), che codifica per la proteina ribosomiale S4, che ha un ruolo fondamentale nella biogenesi della (30S) subunità ribosomiale minore (SSU) dei ribosomi cloroplastici.
Per le ricostruzioni filogenetiche, i dati combinati genetico-molecolari sono stati elaborati con il metodo della massima verosimiglianza (ML), quello della massima parsimonia (MP) e con l'inferenza bayesana. I risultati ottenuti hanno evidenziato la polifilia per il genere Orthotrichum e la posizione annidata di Muelleriella all'interno di un clado di Orthotrichum a stomi infossati (criptopori), di cui Muelleriella rappresenterebbe quindi un lineage evolutivo derivato.
Di conseguenza, il genere Muelleriella è stato fuso e sinonimizzato con Orthotrichum. Per le quattro specie e la sola sottospecie afferenti al genere, sono state ripristinate le denominazione originarie, antecedenti i lavori di Dusén e Vitt, o ne sono state pubblicate di nuove, con altre combinazioni. Specificatamente, con riferimento al muschio circum-subantartico scoperto nel 1840, la sottospecie che includeva il tipo tornò ad essere denominata O. crassifolium Hook. f. & Wilson subsp. crassifolium mentre, per l'altra sottospecie, si rese necessaria la nuova combinazione O. crassifolium Hook. f. & Wilson. subsp. acutum (Müll. Hal.) [Vitt], Goffinet, 2004.